# فیروزکلا سفلی (نوشهر)
فیروزکلاسفلی، روستایی است از توابع بخش کجور شهرستان نوشهر در استان مازندران ایران.
این روستا در دهستان توابع کجور قرار دارد از نظر جغرافیایی: از شمال به جنگل‌های کدیر. از جنوب به جنگل‌های النگ و از شرق به جنگل‌های کب و کالج و از غرب به دره کارچلو منتهی است.

## جمعیت
براساس سرشماری مرکز آمار ایران در سال ۱۳۸۵، جمعیت آن ۸۹۰ نفر (۱۵۰خانوار) بوده‌است و در فصل گرما به علت مهاجرت فصلی این جمعیت به ۲۰۰۰ نفر نیز می‌رسد. مردم فیروزکلا سفلی از قومیت طبری هستند. مردم فیروزکلا سفلی به زبان طبری و گویش کجوری سخن می‌گویند.
اکثر مردم این روستا به کشاورزی و دامپروری و باغبانی مشغول هستند.